# Roppa rhabdophora
Roppa rhabdophora är en fjärilsart som beskrevs av George Francis Hampson 1910. Roppa rhabdophora ingår i släktet Roppa och familjen tandspinnare. Inga underarter finns listade.